# Рецикльована шкіра

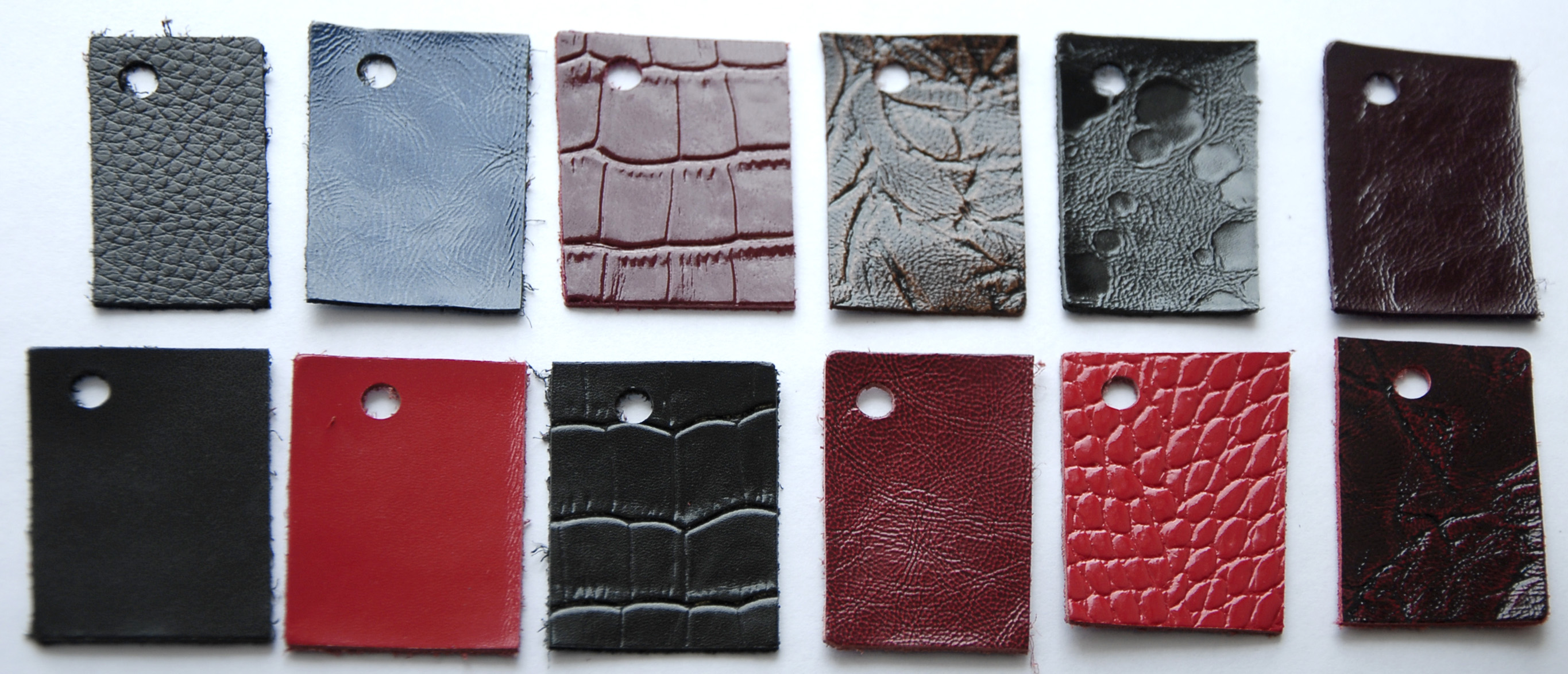
Приклади рецикльованої шкіри різних кольорів і візерунків

Рецикльована або пресована шкіра — повторно перероблений матеріал, що виготовляється з відходів шкіряного виробництва — обрізків натуральних шкір. Їх подрібнюють, перетворюючи на волокнистий порошок, та змішують з латексом або іншим клейким матеріалом. В результаті пресована шкіра за еластичністю та міцністю наближається до натуральної.
Безумовною перевагою рецикльованої шкіри є можливість виготовляти шматки практично будь-якого розміру та надавати їм довільної форми. Рецикльована шкіра підходить для виробництва одягу, взуття, м'яких меблів, аксесуарів та галантерейних товарів.